# Iglesia de San Saturnino (Esperan)
La iglesia románica de San Saturnino de Esperan (en catalán  Sant Sadurní d'Esperan ), construida en el  siglo XI y a una altitud de 1466 m, es la iglesia del pueblo abandonado de Esperan. Actualmente pertenece al término municipal del Pont de Suert. En época moderna era sufragánea de la parroquia de la  iglesia de Santa María de Erillcastell. Originariamente perteneció a la baronía de Erill. Baronía documentada en el siglo XI. En el año 1173 la iglesia de Esperan fue donada  en testamento por el Barón Ramón de Erill a los monjes benedictinos -cistercienses del Monasterio de Lavaix. Tiene los mismos orígenes y mecenas que las Iglesias románicas del Valle de Bohí. Barones de Erill. 
"La iglesia de Esperan se puede incluir en el grupo de las iglesias románicas del Valle de Bohí, como San Clemente de Irán o la Ermita de San Quirce de Durro", que fueron construidas en la misma época. Las Iglesias del Valle, fueron declaradas patrimonio cultural material de la humanidad por la Unesco en el año 2000.

## Descripción
Edificio con planta  rectangular de una sola nave  y un ábside semicircular de bóveda de horno orientado al noreste, precedido por un arco presbiteral. El ábside a un nivel más inferior presenta una vuelta de cuarto de esfera hecha con hiladas concéntricas. Se añadieron dos capillas laterales de épocas posteriores, de los siglos XVII y XVIII, en el muro meridional. La más cercana a los pies del edificio, la de "  Ca de Martí ", ha perdido la bóveda de arista que la cubría. En el centro del ábside hay una ventana de aspillera con un arco de medio punto monolítico y derrame escalonado hacia el interior. La puerta de acceso de entrada es de medio punto, formada por dovelas bien definidas, se ubica en la fachada occidental. La puerta original estaba ubicada en el muro sur. Todavía se observan algunos vestigios del paramento interior. Por encima de la puerta actual, se abre una ventana muy singular de arco doblado, con la jamba exterior formada por grandes sillares , y el arco externo apoyado en dos impostas biseladas. 
El campanario de espadaña de dos ojos se encuentra coronando esta ventana. El tejado de dos aguas conserva las losas de piedra originales, así como también el del ábside. 
La nave interior, más elevada que el ábside, es de bóveda de cañón ligeramente apuntada, también se observa este leve apuntamiento en el ábside de cuarto de esfera. Encima del arco presbiteral encontramos un pequeño óculo. Del coro sólo se conserva la escalera de acceso. Al lado de esta escalera encontramos una pila bautismal muy sobria. 
Los sillares del templo son alargados de tamaño mediano, bien trabajados y dispuestos en hiladas longitudinales. Se conserva el altar con dos aras superpuestas. Una de las cuales presenta semiesferas en tres de sus lados.
Hay un retablo barroco, del año 1742, depositado en el Museo de Arte Sacro del Pont de Suert. Existen cuatro tallas sencillas de madera policromada del siglo XVIII en dicho museo. Una de la " Mare de Déu d'Esperan", de " Sant Serni", de " Sant Antoni de Pàdua" y de " Santa Àgueda". También hay una pila de agua bendita de esta época. 
Era lamentable el estado de conservación de la iglesia. Se realizan procesos de consolidación  los años 2018 y 2021.

## Historia
Una de las primeras menciones documentadas de la iglesia de Esperan data de 1173, año en que el Barón Ramón de Erill, estando gravemente enfermo en Lérida, dictó testamento en presencia de "  Pere d'Eroles" , abad del monasterio de Lavaix, de sus familiares y de ilustres prohombres; según esta acta testamentaria quiere reconciliarse con Dios y la Virgen María, para enmienda i revisión de sus delitos, entregó su cuerpo y su alma para la eterna salvación al monasterio de Santa María de Lavaix, además, le hace donación de "  unam propriam meam villam que dicitur esperant". De esta forma el vilar de Esperan, con todas sus posesiones –que como se ha demostrado pertenecían a los Erill –, pasa a manos de Santa María de Lavaix , con la excepción del derecho de hueste . Parece que los herederos de la Baronía de Erill respetaron esta donación ya que tanto el vilar, como la iglesia de "  Sancti Saturnini de Spranto ", de la cual dependía la iglesia de San Esteban de Raons, son consignadas en los inventarios del monasterio de Lavaix.